# Liste der denkmalgeschützten Objekte in Kobersdorf
Die Liste der denkmalgeschützten Objekte in Kobersdorf enthält die 11 denkmalgeschützten, unbeweglichen Objekte der burgenländischen Marktgemeinde Kobersdorf.

## Denkmäler
| Foto |                 | Denkmal                                                                      | Standort                                                   | Beschreibung | Metadaten |
| ---- | --------------- | ---------------------------------------------------------------------------- | ---------------------------------------------------------- | --- | --- |
| ja   | Datei hochladen | Evang. Pfarrkirche A.B. HERIS-ID: 47193 Objekt-ID: 49879                     | Dr. Martin Luther-Platz 1 Standort KG: Kobersdorf          | Die Kirche wurde 1785 gebaut. 1856 erfolgte ein Umbau und die Errichtung des Kirchturmes. | BDA-Hist.: Q14544720 Status: § 2a Stand der BDA-Liste: 2025-06-30 Name: Evang. Pfarrkirche A.B. GstNr.: 4 Evangelische Pfarrkirche Kobersdorf                       |
| ja   | Datei hochladen | Kapelle hl. Florian HERIS-ID: 47191 Objekt-ID: 49877                         | Florianigasse 39 Standort KG: Kobersdorf                   | Die Kapelle im nördlichen Teil des Ortes ist ein rechteckiger Bau mit steilem geschweiftem Walmdach. Das Bild des heiligen Florian im Wandaltar stammt aus der Zeit um 1700. | BDA-Hist.: Q38025867 Status: § 2a Stand der BDA-Liste: 2025-06-30 Name: Kapelle hl. Florian GstNr.: 401/2                                                           |
| ja   | Datei hochladen | Kreuzkapelle HERIS-ID: 72745 Objekt-ID: 86020                                | neben Hauptstraße 21 Standort KG: Kobersdorf               | Eine Nischenkapelle mit einem Kruzifix. | BDA-Hist.: Q38131395 Status: § 2a Stand der BDA-Liste: 2025-06-30 Name: Kreuzkapelle GstNr.: 240/5                                                                  |
| ja   | Datei hochladen | Kath. Pfarrkirche hl. Nikolaus und Friedhof HERIS-ID: 47192 Objekt-ID: 49878 | Kirchengasse 20 Standort KG: Kobersdorf                    | Ein barocker Bau aus dem Jahr 1728, der in Höhenlage errichtet wurde und von einer Wehrmauer umgeben ist. | BDA-Hist.: Q14544721 Status: § 2a Stand der BDA-Liste: 2025-06-30 Name: Kath. Pfarrkirche hl. Nikolaus und Friedhof GstNr.: 77 Pfarrkirche hl. Nikolaus, Kobersdorf |
| ja   | Datei hochladen | Schloss Kobersdorf HERIS-ID: 33136 Objekt-ID: 30447                          | Schloß 1 Standort KG: Kobersdorf                           | Die mächtige Anlage, die ehemals von einem Wassergraben eingeschlossen war, wurde urkundlich 1229 erwähnt. Im 16. Jahrhundert wurde das Schloss ausgebaut, die Innenausstattung stammt zu einem großen Teil aus dem 17. Jahrhundert. Das Bauwerk gruppiert sich zwei Höfe, die mit sechs markanten Rundtürmen mit Kegeldächern flankiert sind. Die Schlosskapelle weist reiche Stuckdekoration auf, es wurden dort Fresken aus dem 14. Jahrhundert entdeckt. | BDA-Hist.: Q1684420 Status: Bescheid Stand der BDA-Liste: 2025-06-30 Name: Schloss Kobersdorf GstNr.: 383, 385 Kobersdorf Castle                                    |
| ja   | Datei hochladen | Ehem. Synagoge HERIS-ID: 47263 Objekt-ID: 50036                              | Schloßgasse 25 Standort KG: Kobersdorf                     | Rechteckiges Gebäude in neoromanistischen Rundbogenformen mit Giebeldach. Der vierjochige Hauptraum wird durch vier schwere Eckpfeiler gehalten und ist mit einem Platzlgewölbe überwölbt. Der Thoraschrein war ostseitig eingelassen. Die Frauenempore mit Hufeisenbögen umläuft den Hauptraum an drei Seiten. | BDA-Hist.: Q19971483 Status: Bescheid Stand der BDA-Liste: 2025-06-30 Name: Ehem. Synagoge GstNr.: 230 Synagoge Kobersdorf                                          |
| ja   | Datei hochladen | Wohnhausanlage (Haus 1 und Haus 3) HERIS-ID: 240301seit 2022                 | Schloßgasse 27 Standort KG: Kobersdorf                     | Die ehemalige Gemischt- und Eisenwarenhandlung einschließlich ihrer wandfesten Ausstattung befindet sich im Haus 1, einem traufständigen, ebenerdigen Bau. Das Haus 3 ist der ehemalige Wirtschaftstrakt. | BDA-Hist.: Q112898596 Status: Bescheid Stand der BDA-Liste: 2025-06-30 Name: Wohnhausanlage (Haus 1 und Haus 3) GstNr.: 232/1 Wohnhausanlage Kobersdorf             |
| ja   | Datei hochladen | Heimatmuseum, ehem. Zollhaus HERIS-ID: 47189 Objekt-ID: 49875                | Waldgasse 13 Standort KG: Kobersdorf                       | Ehemaliges ungarisches Zollhaus und jetziges Heimatmuseum der Marktgemeinde mit Ausstellung bäuerlicher Gebrauchsgegenstände. | BDA-Hist.: Q38025856 Status: § 2a Stand der BDA-Liste: 2025-06-30 Name: Heimatmuseum, ehem. Zollhaus GstNr.: 107/2 Heimatmuseum, ehem. Zollhaus, Kobersdorf         |
| ja   | Datei hochladen | Jüdischer Friedhof HERIS-ID: 47194 Objekt-ID: 49880                          | bei Waldgasse 42 Standort KG: Kobersdorf                   | Mitte des 19. Jahrhunderts angelegt, 1940 enteignet und der Israelitischen Kultusgemeinde übergeben. Insgesamt gibt es auf etwa 5700 m² über 1400 Grabsteine des 16. bis 19. Jahrhunderts. | BDA-Hist.: Q23069832 Status: § 2a Stand der BDA-Liste: 2025-06-30 Name: Jüdischer Friedhof GstNr.: 2398 Jewish cemetery in Kobersdorf                               |
| ja   | Datei hochladen | Kath. Filialkirche hl. Josef HERIS-ID: 47212 Objekt-ID: 49919                | Lindgraben, Hauptstraße 55 Standort KG: Lindgraben         | Ein kleiner schlichter Bau, 1816 errichtet und 1927 erweitert, mit eingezogenem Chor und vorgebautem Südturm. | BDA-Hist.: Q38025988 Status: § 2a Stand der BDA-Liste: 2025-06-30 Name: Kath. Filialkirche hl. Josef GstNr.: 83 Filialkirche hl. Josef, Lindgraben                  |
| ja   | Datei hochladen | Kath. Filialkirche hl. Johannes d.T. HERIS-ID: 47265 Objekt-ID: 50038        | Oberpetersdorf, Hauptstraße 72 Standort KG: Oberpetersdorf | Die Kapelle östlich oberhalb des Ortes war ursprünglich eine romanische Wehrkirche. Der Rechteckbau mit kleinem Dachreiter wurde wiederholt umgestaltet und restauriert, zeigt aber an der Ostseite noch heute romanische Schlitzfenster. Der Aufbau des ehemaligen Hochaltars sowie die Figuren im Inneren stammen aus dem 18. Jahrhundert. | BDA-Hist.: Q38026168 Status: § 2a Stand der BDA-Liste: 2025-06-30 Name: Kath. Filialkirche hl. Johannes d.T. GstNr.: 254/1 Kath. Filialkirche Oberpetersdorf        |